# 米爾肖爾斯 (伊利諾伊州)
米爾肖爾斯（英語：Mill Shoals）是位於美國伊利諾伊州韋恩縣和懷特縣的一個村落。

## 地理
米爾肖爾斯的座標為38°14′20″N 88°20′48″W / 38.23889°N 88.34667°W，而該地最高點為海拔高度117米（即384英尺）。

## 人口
根據2010年美國人口普查的數據，米爾肖爾斯的面積為2.05平方千米，當中陸地面積為2.05平方千米，而水域面積為0.00平方千米。當地共有人口215人，而人口密度為每平方千米104人。